# Mitsuzaki Shin
Shin Mitsuzaki (sinh ngày 22 tháng 8 năm 1997) là một cầu thủ bóng đá người Nhật Bản.

## Sự nghiệp câu lạc bộ
Shin Mitsuzaki đã từng chơi cho Shimizu S-Pulse.